# The Only Exception
«The Only Exception» — песня американской альтернативной рок-группы Paramore, выпущенная Fueled by Ramen в феврале 2010 года в качестве третьего сингла студийного альбома группы Brand New Eyes. Песня была написана членами группы Paramore Хейли Уильямс и Джошем Фарро. Песня была в целом хорошо принята музыкальными критиками; похвалу песня получила в основном за вокальное исполнение Уильямс. Критики отметил, что «The Only Exception» показала другую музыкальную тему группы.
«The Only Exception» был самым успешным синглом Brand New Eyes, и самый успешным синглом Paramore до сих пор, возглавив UK Rock Chart и достигнув максимального уровня 13 и 17 строчек в чартах Новой Зеландии и Австралии. Сингл стал третьим в топе сорока хитов группы в Billboard Hot 100. Клип на эту песню снял режиссёр Брэндон Чезбро, и был выпущен 17 февраля 2010 года, на официальном сайте группы. Песня получила номинацию на премию Грэмми, в категории «Лучшее вокальное поп-исполнение дуэтом или группой». На сегодняшний день сингл остается самым крупным хитом Paramore в США.

## Песня
«The Only Exception» был выпущен в качестве третьего сингла студийного альбома группы Brand New Eyes в феврале 2010 года. Песня получила много положительной критики. Rolling Stone описал песню как «тонкая, в стиле баллад Radiohead.» Слова песни относятся к главному герою, который не верит, что любовь существует и пытается жить без неё, главным образом, чтобы избежать отторжения, но в конце концов, он понимает, что она действительно существует, существует как «only exception» (единственное исключение). Многие фанаты считают, что песня была написана как ода Чаду Гилберту из New Found Glory. Уильямс отказалась комментировать этот вопрос, просто говоря «прочитайте пару блогов, и вы поймете это».

## Музыкальный клип
Музыкальный клип на песню «The Only Exception» был снят режиссёром Брэндоном Чезбро, который работал с Paramore в течение более двух лет. Для него это видео стало режиссёрским дебютом. До клипа «The Only Exception», Чезбро так же снимал клипы для двух предыдущих синглов Brand New Eyes. В декабре 2009 года ему было предложено снимать видеоклип на песню «The Only Exception». Хотя на процесс раскадровки потребовалось некоторое время, видео было снято в течение четырёх дней. Премьера клипа состоялась 17 февраля 2010 года, на веб-сайте Paramore. Уильямс подтвердила, что темой клипа стал день святого Валентина. В интервью MTV, Чезбро также прокомментировал некоторые сцены съемки
Клип начинается с того, что Уильямс просыпается на диване рядом с неназванным мужчиной и пишет на бумаге: «I’m sorry». Оттуда она идет в соседнюю комнату, попадая в объятия взрослого, который, основываясь на текст песни, является её отцом. В их разговоре Уильямс взяла фотографию, на которой изображена её мать. Видео продолжается в комнате Уильямс, где она, глядя в зеркало, напевая о том, что любви не существует. Затем она проходит через гардероб, и попадает в ресторан, где к ней за стол садятся один за другим мужчины. Затем она попадает в соседнюю комнату, где идет свадьба — все в белом, но Уильямс появляется в чёрном, она бежит на сцену, как только появляется невеста. На протяжении клипа вместе с Уильямс показаны остальные члены Paramore. В конце клипа она возвращается обратно через все комнаты в начало видео. Когда Уильямс поет «And I’m, on my way to believing», она возвращается к дивану, где мужчина все ещё спит, и скрыв записку в кармане, ложится рядом с ним.
Клип на песню «The Only Exception» также был хорошо принят музыкальными критиками. Кайл Андерсон, журналист MTV, отметил, что видеоклип «на сегодняшний день наиболее визуально интересный и сложный клип группы из когда-либо созданных». Андерсон также заявил, что «несмотря на сложность видео, весь процесс был удивительно эффективным». Майк Шеффилд из журнала Spin рассмотрел клип как «историю любви» и описал его как «день святого Валентина + эпическая эмо баллада = новое видео Paramore „The Only Exception“». Чезбро сказал, что он был счастлив увидеть то, что получилось в итоге.

## Живые выступления
Трек был исполнен Paramore много раз. Первое выступление группы с песней состоялось 1 ноября 2009 года в Нашвилле. Paramore исполнили живая версия «The Only Exception» для The Ellen Degeneres Show.
Группа выступала с песней на 2010 MTV Video Music Awards 12 сентября 2010 года.

## The Only Exception EP
The Only Exception EP — мини-альбом группы Paramore, записанный в 28 сентября 2010 года.

### Список композиций
| №  | Название                             | Длительность |
| -- | ------------------------------------ | ------------ |
| 1. | «The Only Exception» (album version) | 4:27         |

| №  | Название                             | Длительность |
| -- | ------------------------------------ | ------------ |
| 1. | «The Only Exception» (album version) | 4:27         |
| 2. | «The Only Exception» (acoustic)      | 4:33         |
| 3. | «The Only Exception» (video)         | 4:27         |

## Чарты и сертификаты
| Чарт (2010-11)                              | Позиция |
| ------------------------------------------- | ------- |
| Австралия (ARIA)                            | 17      |
| Brasil Hot 100 Airplay                      | 32      |
| Канада (Billboard Canadian Hot 100)         | 25      |
| Европа (Billboard European Hot 100 Singles) | 72      |
| Ирландия (IRMA)                             | 28      |
| Новая Зеландия (Recorded Music NZ)          | 13      |
| UK Rock (The Official Charts Company)       | 1       |
| Великобритания (OCC UK Singles)             | 31      |
| США (Billboard Hot 100)                     | 24      |
| США (Billboard Pop Airplay)                 | 12      |
| США (Billboard Adult Pop Airplay)           | 9       |
| США (Billboard Adult Contemporary)          | 28      |

| Чарт (2010)          | Позиция |
| -------------------- | ------- |
| Australia (ARIA)     | 75      |
| US Billboard Hot 100 | 93      |

| Страна | Сертификация (пороги продаж) |
| ------ | ---------------------------- |
| ARIA   | Платиновый статус            |
| RIANZ  | Золотой статус               |
| RIAA   | Платиновый статус            |

## В популярной культуре

### Живые выступления
- Paramore исполнили живую версию «The Only Exception» для The Ellen Degeneres Show[11].
- Группа выступала с песней на 2010 MTV Video Music Awards 12 сентября 2010 года[12].
- Paramore исполнила «The Only Exception» в VH1 Divas 2010[33] с песнями Misery Business, Decode и My Hero[34]

### Другие выступления
- Клип появляется в видеоальбоме Paramore's Videos. All of Them. Ever[35].
- Песня появляется в 2011 Grammy Nominees на 53 церемонии «Грэмми»[36].

### Каверы
- Сэм Цуй и Курт Шнайдер сделали акустический кавер на песню[37].
- Эйприл Чейз сделал кавер, режиссёром которого выступил Марко Берказио[38].
- Рейчел Дж. Фокс сделал акустический кавер[39].

### Кавер в сериалеХор
Песня была исполнена в эпизоде «Britney/Brittany» в американском телесериале Хор, транслировавшемся 28 сентября 2010 года Рэйчел Берри (Лиа Мишель) пела песню в конце эпизода, как извинение своему парню Финну Хадсону (Кори Монтейт). Исполнение получило высокую оценку от критиков, Rolling Stone назвал его «великолепным и нежным» Хейли Уильямс похвалила вокал Мишель через аккаунт Twitter. После этого объёмы продаж составили 89 000 копий в США.